# Gary McRobb
Pour les articles homonymes, voir McRobb.
Gary McRobb est un homme politique (yukonnais) canadien. Il est un ancien député  qui représente la circonscription de Kluane à l'Assemblée législative du Yukon de 1996 à 2011.
Originalité du membre du NPD Yukonnais, Gary a été expulsé du parti en 2006.
Il ne se représenta pas à l'élection yukonnaise du 11 octobre 2011.